# Thanh Điền (phường)
Thanh Điền là một phường thuộc tỉnh Tây Ninh, Việt Nam.  
Tên Thanh Điền gắng liền với lịch sử trong 2 cuộc kháng chiến chống Pháp và Mỹ của quân và dân Tây Ninh. 

## Địa lý
Phường Thanh Điền có vị trí địa lý:
- Phía đông giáp phường Hòa Thành và Long Hoa
- Phía tây giáp xã Châu Thành
- Phía nam giáp xã Ninh Điền và Long Chữ
- Phía bắc giáp phường Tân Ninh

Phường Thanh Điền có diện tích 30,73  km², dân số năm 2025 là 43.528 người.

## Lịch sử
Trong đợt cải cách hành chính Việt Nam năm 2025, theo Nghị quyết số 1682/NQ–UBTVQH15, toàn bộ diện tích và quy mô dân số của phường Hiệp Tân thuộc thị xã Hòa Thành được sáp nhập vào xã Thanh Điền thuộc huyện Châu Thành để thành lập phường thanh Điền thuộc tỉnh Tây Ninh.
Phường Thanh Điền được chia thành 12 khu phố: Hiệp An, Hiệp Định, Hiệp Hòa, Hiệp Long, Hiệp Trường, Thanh Đông, Thanh Hòa, Thanh Hùng, Thanh Phước, Thanh Sơn, Thanh Thuận, Thanh Trung.